# Dahmannspitze
De Dahmannspitze is een 3397 meter hoge berg in de Weißkam van de Ötztaler Alpen in het Oostenrijkse Tirol.
De berg ligt op de grens tussen de districten Imst en Landeck, net ten zuiden van de Ehrichspitze, tussen de Gepatschferner in het westen en de Kesselwandferner in het oosten. Op de zuidflank van de berg werd aan het begin van de 20e eeuw het Brandenburger Haus gebouwd. De huisberg van het Brandenburger Haus werd vernoemd naar de architect van deze berghut. De top van de berg is vanaf de hut in een half uur te bereiken.